# Ditaxis simoniana
Ditaxis simoniana là một loài thực vật có hoa trong họ Đại kích. Loài này được Casar. mô tả khoa học đầu tiên năm 1845.